# Fülöp Géza (kémikus)
Fülöp Géza (Kolozsvár, 1930. november 23. – Marosvásárhely, 2021. június 4.) magyar vegyész, kémiai szakíró, újságíró.

## Életútja
Szülővárosa református kollégiumában érettségizett, a Bolyai Tudományegyetemen 1953-ban kémiai tanári képesítést szerzett. Középiskolai tanár Nagyváradon, egy ideig korrektor, majd az Ifjúsági Könyvkiadó kolozsvári szerkesztője, 1961-től vegyész a Metalochimica üzemben, 1965-től a Marosvásárhelyi Műtrágya Kombinát kutatóintézeti dokumentációs osztályán számítástechnikus, 1979-től a könnyűipari gép- és alkatrésztechnológia tudományos kutatóintézetének marosvásárhelyi fiókjában dolgozott.
Tájékoztató jellegű tudományos írásai a Korunk, A Hét, Igaz Szó, Könyvtári Szemle hasábjain jelentek meg. Az ifjúság számára a Győz a tudomány című sorozatban szemelvényeket tolmácsolt Emil Racoviță Túl a Déli Sarkkörön című útleírásából (1959), lefordította Edmond Nicolau Robotgépek az ember szolgálatában című munkáját (1962).
1990 késő őszén elvállalta az újjáalakuló Kemény Zsigmond Társaságban a titkári teendőeket. A KZST rendszerváltás utáni tízéves történetét bemutató kötetben Fülöp Géza A Kemény Zsigmond Társaság ötödik feltámadása cím alatt foglalta össze az 1991-2001-ig tartó eseményeket.
2001-ben harmadik, átdolgozott, bővített kiadásban jelent meg Fülöp Géza, marosvásárhelyi vegyész Az információ című könyve. A harmadik kiadást a kolozsvári székhelyű Erdélyi Múzeum-Egyesület jelentette meg. A könyv bemutatóját a KZST és az EME szervezésében 2001. december 14-én tartották meg Marosvásárhelyen.

## Munkái
- Az ezerarcú műanyag (Szabó Lajossal, 1961)
- Ember és információ (Korunk Könyvek, 1973)
- Munkában az enzimek (Antenna, Kolozsvár, 1973)
- Műanyagok ma és 2000-ben (Antenna, Kolozsvár, 1975)
- Az információ nyomában (KKK, 1978)
- Ember és információ; 2. átdolg. kiad.; Múzsák, Bp., 1984 ISBN 963-201-200-3
- Az információ; Kriterion, Bukarest, 1990
- Az információ. Egyetemi és főiskolai jegyzet; 2. bőv. és átdolg. kiad.; ELTE BTK, Bp., 1996
- Az információ; 3. átd. és bőv. kiad.; Erdélyi Múzeum-Egyesület, Kolozsvár, 2001

## Díjak, elismerések
- Monoki István-díj (EMKE, 1996)[6]

## Családja
Felesége, Fülöp Mária született Kozma (1941–2025) könyvtáros volt, aki összeállította a Maros megyei életrajzi lexikont négy kötetben. Két fiuk született: Géza és László Zsolt.